# The Negotiation
Pour plus de détails, voir Fiche technique et Distribution.
The Negotiation (hangeul : 협상 ; RR : Hyeobsang ; littéralement, « Négociation ») est un thriller sud-coréen réalisé par Lee Jong-seok, sorti le 19 septembre 2018 en Corée du Sud,,,,.
Il totalise près de 2 millions d'entrées au box-office sud-coréen de 2018 pour presque 15 millions $ de recettes.

## Synopsis
Ha Chae-Yoon (Son Ye-jin), une négociatrice de l'agence de police métropolitaine de Séoul (en), doit traiter en 12 heures avec un trafiquant d'armes ayant pris en otage deux Coréens à Bangkok.

## Distribution
- Son Ye-jin : Ha Chae-yoon
- Hyun Bin : Min Tae-gu
- Kim Sang-ho (en) : Ahn Hyuk-soo
- Jang Young-nam (en) : Le chef Han
- Jang Gwang (en) : Hwang Joo-ik
- Choi Byung-mo (en) : Le secrétaire Kong[7]
- Jo Young-jin : Le président Koo
- Kim Jong-goo : Le PDG Yoon
- Yoo Yeon-soo : Chief Moon
- Lee Joo-young : Lee Da-bin
- Kim Min-sang : Le chef de département adjoint Park
- Park Sung-geun : L'officier d'opération
- Han Ki-joong : Le lieutenant-général Son
- Park Soo-young : Le chef de section Choi
- Jung In-gyeom : Lee Sang-mok
- Lee Si-a (en) : Yoo Yeon-joo
- Lee Hak-joo : Park Min-woo
- Lee Mun-shik (en) : Jung, le supérieur de Ha Chae-yoon (apparition spéciale)

## Production
Le tournage principal commence le 17 juin 2017 à Paju dans le Gyeonggi,,.

## Sortie
Le film sort dans les salles sud-coréennes le 19 septembre 2018 avec une interdiction pour les moins de 15 ans non-accompagnés par le Korea Media Rating Board pour « langage grossier, violence et contenu suggestif, ».
Au 14 septembre 2018, le film avait été vendu dans plus de 22 pays. Il sort en Amérique du Nord le 20 septembre, à Singapour, en Malaisie et au Brunei le 4 octobre, à Hong Kong et à Macao au début du mois d'octobre, au Vietnam et à Taïwan le 19 octobre, et en Indonésie le 24 octobre 2018,.
Il sort en VOD et en téléchargement numérique le 17 octobre 2018.

## Réception

### Critique
Shim Sun-ah de Yonhap écrit : « Le réalisateur Lee a construit un scénario captivant qui regorge de rebondissements, offrant aux spectateurs des divertissements quasiment jusqu'à la fin. Les excellents jeux de Son et Hyun Bin permettent de dissimuler certaines lacunes scénaristiques du film. Hyun Bin interprète également de manière impressionnante le méchant à sang-froid. La bande-son et la photographie améliorent la qualité du film. Dans l’ensemble, le film est un thriller saisissant et un excellent divertissement ».
Film Journal International note : « Il est rafraîchissant de voir une femme dans le premier rôle d'un thriller d'action. Ce mélodrame sur une prise d'otage de Corée livre ses émules sur le plan des sensations fortes... [Le film] est rempli de scènes d'action cinématographiques impressionnantes et est soigneusement monté ».
Kevin Crust du Los Angeles Times écrit : « Bien que chargé de tournures mélodramatiques et d'un dernier acte plein de révélation, le film ne devient jamais le thriller auquel il aspire ».

### Box-office
Le film engrange 188 041 $ avec les avant-premières et les réservations de tickets.
Lors de son premier jour d'exploitation, le film termine quatrième au box-office coréen avec 576 290 $ de recettes et 81 022 spectateurs. Durant son premier week-end, le film termine troisième avec un total de 3,6 millions $ de recettes et 445 098 spectateurs. Après 7 jours d'exploitation, le film dépasse le million d'entrées le 25 septembre 2018.
Au cours de son deuxième week-end, le film enregistre une baisse brute de 18% avec un total de 3 millions $ de recettes et 368 689 spectateurs, terminant à la deuxième place juste derrière The Great Battle. Le film tombe à la cinquième place lors de son troisième week-end, enregistrant des recettes de 333 567 $ pour 42 215 spectateurs.
Au 19 octobre 2018, le film avait attiré 1 963 567 spectateurs et généré des recettes totales de 15,1 millions $.